# تلماسه (فیلم ۱۹۸۴)
تلماسه (به انگلیسی: Dune) فیلمی علمی تخیلی به کارگردانی دیوید لینچ محصول سال ۱۹۸۴ است. فیلم که بر اساس رمانی به همین نام از فرانک هربرت ساخته شده بود، یک شکست کامل سینمایی و تجاری تلقی می‌شود. هربرت داستان این فیلم را در سال ۱۹۶۵ منتشر ساخت.

## بازیگران
- استینگ در نقش فیض، ولیعهد خاندان هارکونن
- پاتریک استوارت در نقش گرنی، رئیس گارد سلطنتی خاندان اتریدیز و دوست باوفای پال و پدرش
- ماکس فون سیدو در نقش دکتر کاینز، کارشناس محیط زیست امپراتور و نیز پدر چانی (همسر غیررسمی پال مؤدیب)
- کایل مک لاکلن در نقش پال مؤدیب، تنها فرزند دوک لیتو، امیر خاندان اتریدیز، و مهدی موعود (در داستان)
- سیلوانا مانگانو در نقش «مادر روحانی رام‌الله»
- دین استاکول در نقش دکتر یووه، دکتر شخصی و خائن دربار خاندان اتریدیز
- یورگن پروچنو در نقش دوک لیتو، امیر خاندان اتریدیز
- شان یانگ در نقش همسر پال اتریدیز
- کلاودیا رامیرس

## فضای فیلم
داستان تلماسه در آینده‌ای دور می‌گذرد که در آن جوامع به صورت ملوک الطوایفی و با الهام از مردمان و فرهنگ عرب و ایرانی بر کهکشانها و ستارگان حکومت می‌کنند. سه عامل اثرگذار در این جامعهٔ فرا سیاره‌ای عبارت‌اند از:
- پادشاه امپراتور[پانویس ۱] («صدام چهارم»)[۱] و خاندان‌های حکومتی لاندزراد[پانویس ۲] که مدام بر سر قدرت حکمرانی جهان با یکدیگر در رقابتند
- اتحادیهٔ فضایی (صاحب انحصار حمل و نقل فضایی)[پانویس ۳] که بر فن و تکنولوژی طی‌الارض احاطه حقوقی کامل دارند
- پیروان مکتب بنی جزریت[پانویس ۴] که ۹۰ نسل است به دنبال تولید ژنتیکی «مهدی» هستند

### اسپایس
از آنجایی که از زمان جهاد بزرگ باتلری ساخت و ایجاد دستگاه‌های هوشمند و رایانه‌ای تابو و ممنوع شده‌است، جوامع انسانی مجبور به افزایش توانایی‌های جسمی و ذهنی انسان‌ها با استفاده از پرورش و اصلاح نژاد و نیز به کمک اثرات دارویی مرموز ماده‌ای به نام اسپایس ملانژ یا ادویه شده‌اند. ملانژ ماده‌ای است که قادر است نیروهای ذهنی آدمی را تا حد بسیار زیادی تقویت کند، و حتی در مواردی می‌تواند باعث ایجاد پیش آگاهی از وقایع آینده و طی‌الارض شود.
اما ملانژ تنها در سیارهٔ بیابانی و بسیار خشک آراکیس (اقتباس از نام عراق) یافت می‌شود. خشکی آراکیس به حدی است که مردم آراکیس (فرمنها) برای از دست نرفتن رطوبت بدن مجبورند از جامه‌های مخصوصی استفاده کنند و آب در آنجا ارزشمندترین چیز است. ملانژ را ماسه کرمهای آراکیس می‌سازند و استخراج کنندگان ادویه علاوه بر جنگ دائمی با آب و هوای وحشتناک آراکیس، مجبورند گاه‌وبیگاه با آن‌ها هم سر و کله بزنند. ماسه کرمهایی که قطر آن‌ها گاهی به ۲۰ متر با بیشتر هم می‌رسد. «آب حیات» نیز از همین موجودات استخراج می‌شود.

### خاندانها
ماجرای اصلی داستان نبرد بین سه خاندان بزرگ قوم لانزراد یعنی: خاندان آتریید، خاندان هارکونن و خاندان کورینو (خاندان صاحب مقام امپراتوری) است. موضوع نزاع آنان نیز سر تصاحب سیاره آراکیس (و کنترل صادرات اسپایس به عنوان منبع سوخت طی‌الارض سیستم حمل و نقل فضایی) است. خاندان امپراتوری تسلط خود را با کمک نیروی نظامی هولناکی به نام سارژوکار بر عالم مسکون عالم حفظ می‌کند. ساردوکارها گارد امپراتوری ویژه‌ای هستند که از کودکی آموزش می‌بینند که بی‌رحم باشند و در نبرد از هیچ کاری فروگذار نکنند.
هر یک از این خاندانها بر روی یک سیاره متفاوتی سکونت دارند.

### مکتب خواهران بنی جزریت
گروه بنی جزریت هم از سوی دیگر، برنامه‌ای مخصوص برای خود تدارک دارند. آن‌ها نسل‌هاست که اذهان پیروان مکتب خود را با اعتقاداتی مذهبی اسیر کرده‌اند و برنامه‌ای دقیق و حساب شده برای کنترل نژادی نسل انسان‌ها دارند. هدف آن‌ها تولد کویزاتس هاداراخ (یا بقول فرمن‌ها «مهدی») است که گفته شده بر عالم حکومت خواهد کرد.
«کویزاتس هادراخ» نام منجی بشریت است که مکتب بنی جزیره قرنهاست از طریق اصلاح نژاد بدنبال تولید او هستند. بر طبق باورهای آنان او قابلیت خم کردن فضا و زمان را صرفاً با اراده خویش خواهد داشت و می‌تواند هم‌زمان در مکانهای متفاوتی حضور داشته باشد. او مردیست که نیروهای ذهنی اش ورای هر انسان دیگری خواهد بود.

## داستان
خاندان آتریید جزو محبوبترین خاندان‌های حکومتی عالم هستند. «پادشاه» امپراتور صدام چهارم از قدرت آترییدها هراسان شده‌است زیرا آنان به تکمیل نوعی فناوری دست یافته‌اند که نیروی نیت ذهنی انسان را به کمک دستگاهی تبدیل به امواج صوتی متمرکزی می‌کند که قادر است هر شیئی را متلاشی سازد. لیکن امپراتور به خاطر ترس از رسوایی سیاسی در برابر اعضای خاندانهای لندزراد نمی‌تواند خود مستقیماً علیه آن‌ها وارد عمل شود؛ بنابراین حیله‌ای می‌اندیشد و کنترل منابع ملانژ در آراکیس را از بارون ولادیمیر هارکونن (بزرگ خاندان هارکونن و دشمن قدیمی دوک آتریید) می‌گیرد و به آترییدها می‌سپارد. دوک لیتو آتریید (سرور خاندان آتریید) حاکمیت بر آراکیس را با وجود آب و هوای خشک و بی رحمی که دارد فرصتی مناسب می‌بیند، زیرا امید دارد ارتشی از فرمن‌ها (که زندگی در آراکیس آن‌ها را سخت و خشن و شکست‌ناپذیر کرده) بسازد تا با گارد ترسناک پادشاه امپراتور، ساردوکار، برابری کنند. امپراتور خشنود است که با این حیله بزرگ‌ترین قوم رقیب خود را از صحنه روزگار دفع می‌کند. اما در آغاز فیلم یکی از اعضای سازمان گیلد فضایی در ملاقاتی محرمانه به امپراتور گوشزد می‌کند که خطر اصلی دوک لیتو نیست، بلکه پسرش پال است.
خاندان اتریدیز به سیاره آراکیس نقل مکان می‌کنند اما غافل از اینکه قوم هارکونن در میان آنان یک خائن گماشته. و همین خائن است که قوم آتریدیز را پس از مدتی در آراکیس که از پیش تعیین شده سرنگون می‌کند و برای همیشه خاندان اتریدیز را از میان بر می‌دارد: دوک لیتو کشته و ژنرالهایش یا کشته یا متواری می‌شوند، و همسر و فرزند دوک در بیابانهای آراکیس رها می‌شوند تا توسط ماسه کرمهای غولپیکر سر به نیست گردند. این خیانت البته با حمایت امپراتور صورت می‌گیرد. او بر این باور است که پال در کویر آراکیس مرده‌است.
پس از فرار در بیابان‌های کویری آراکیس، بانو جسیکا (همسر دوک لیتو) و پال (پسرش) به فرمن‌ها برخورد می‌کنند. فرمن‌ها که در روایاتشان آمده که شاهزاده‌ای روزی از بیابانها با مادرش به آنان پناه می‌آورد و جهاد در عالم به پا می‌کند، در برخورد اول در کشتن آنان تردید کرده و در عوض خیلی زود پی به ارزش آنان می‌برند: پال و مادرش قول می‌دهند که روش‌های نبرد خود را به آنان آموزش دهند و در عوض فرمن‌ها به آنان پناهندگی اعطا می‌کنند. اما رفته رفته مشخص می‌گردد که پال دارای صفات بی‌همتایی است: او بزودی چنان در مقابل فرمن‌ها اعتماد بدست می‌آورد که رهبری آنان را بر عهده می‌گیرد و با آنان پیمان برادری و همخونی می‌بندد. فرمن‌ها به او نام «مؤدیب»، لقب «اصول»، و مادرش را نیز «سیدتنا» خطاب می‌کنند. هنگامیکه رهبر دینی فرمن‌ها (مادر روحانی رام‌الله) در بستر مرگ قرار دارد، از بانو جسیکا (که روزگاری عضو گروه بنی جزیره بوده و لذا همانند مادر رام‌الله بر علوم خفیه احاطه دارد) خواهش می‌کند که جانشین او گردد. جسیکا این مسئولیت را می‌پذیرد و آب حیات را می‌نوشد تا از این طریق و به‌طور تلپاتی تمام دانایی و آموزه‌های رام‌الله و نیاکانش را به خود منتقل سازد. بانو جسیکا بدین ترتیب بانوی اول فرمن ها می‌گردد. پال نیز از میان فرمن‌ها دختری را به کنیزی برمی‌گزیند و فرمن‌ها ارتشی سری موسوم به «فداییان» برای حمله به امپراتوری پرورش می‌دهند.
پال از طریق وحی متوجه می‌شود که ماسه کرم‌ها منبع تولید اسپایس هستند. و طولی نمی‌کشد که پال بشدت از نظر روحی متحول می‌گردد. او یک ماسه کرم را مهار کرده و سوار بر آن در بیابان می‌راند. سپس آب حیات را (که هیچ مردی تاکنون از نوشیدن آن جان سالم بدر نبرده) نوشیده و به خوابی مرگ آسا فرومی‌رود. صبح روز بعد خون می‌گرید و از کما بیدار می‌گردد. او اکنون به علوم لدنی همانند حواس فوق طبیعی و ادراک وقایع گذشته در مکانهای دیگر دست پیدا می‌کند (و نقشه شوم امپراتور در سرنگونی خاندانش را می‌فهمد). او حال قابلیت طی‌الارض کردن را (همانند اعضای سازمان گیلد ولی به‌طور طبیعی) دارد. او گذشته‌ها را می‌بیند و از آینده خبر دارد: او صاحب الزمان است. ماسه کرم‌های بیابان در آن لحظه در برابر او سر تعظیم فرو آورده و او را در برابر دیدگان فرمن‌ها حمد و ستایش می‌کنند. فرمن‌ها با دیدن این علائم یقین حاصل می‌کنند که این همان «مهدی» موعود است.
در نبرد نهایی فیلم، ارتش پال وارد پایتخت محل اقامت هارکونن‌ها شده و بارون ولادیمیر را کشته و امپراتور را مجبور به مصالحه می‌کنند. امپراتور دختر خود را به پال می‌دهد تا میان دو قوم صلح بر قرار گردد. پال مؤدیب خود را ناجی بشریت عنوان می‌کند و حکومت جهانی خود را اعلام می‌کند. در همان لحظه ابرهای باران زا در آسمان آراکیس جمع شده و سیاره آراکیس برای اولین بار در خاطره خود بارندگی می‌بیند. خواهر کوچک پال مؤدیب (که در زمان جنینی درون مادر خود از آب حیات چشیده) در آن لحظه از همگان می‌پرسد: «و چگونه چنین چیزی ممکن است مگر اینکه کویزاتس هادراخ ظهور کرده باشد؟» سپس فیلم با تصویری از دریایی خروشان اتمام می‌یابد.

## استقبال
بسیاری از منتقدین همانند جین سیسکل و راجر ایبرت، در زمان اکران فیلم این اثر را یک اثر ناموفق ارزیابی کردند. در برخی از نسخ فیلم که بعدها به صورت دی وی دی منتشر شد، کارگردان فیلم آلن اسمیثی که یک نام مستعار است، ذکر شده‌است. مرسوم بود که اگر کارگردان از نتیجه نهایی پروژه (به هر دلیلی) رضایت نداشته باشد، از این نام مستعار استفاده کند. حقیقت امر این بود که دیوید لینچ در انتها، از اثر خود بسیار ناراضی و ناخرسند شد و همواره سعی داشت از این اثر خود فاصله بگیرد. بسیاری از کارشناسان دلیل این امر را جثه بیش از حد بزرگ پروژه و داستان پیچیده آن عنوان کرده‌اند.
اما اکنون که سی سال و اندی از ساخت این فیلم گذشته‌است، بر کسی پوشیده نیست که فیلم تلماسه امروزه به یک اثر کالت (cult classic) تبدیل شده‌است.

## دیگر موارد
- ۲ سریال نیز از روی این داستان ساخته شد: تلماسه فرانک هربرت (Frank Herbert's Dune) و فرزندان تلماسه فرانک هربرت (Frank Herbert's Children of Dune).
- این فیلم در مکزیک فیلمبرداری شد.
- مفاهیم و داستانهای این فیلم و مجموعه علمی-تخیلی تلماسه به‌طور کلی برداشت مستقیمی از تاریخ اسلام و به‌خصوص مهدویت می‌باشد.[۹] کتاب هربرت به حدی پرفروش و محبوبیت پیدا کرد که این فیلم و دو سریال تلویزیونی متعاقب آن‌ها سی سال بعد کماکان طرفداران زیادی دارند. هربرت در این داستان‌ها به شخصیتی می‌پردازد که «مهدی» نام دارد و جهان را از تباهی و فساد نجات می‌دهد.
- دنی ویلنوو کارگردان حاذق کانادایی برداشت جدیدی از این داستان را در سال ۲۰۲۰ به جهان عرضه می‌کند.
- در قسمت اول سریال، صدای بانگ اذان برفراز پایتخت آراکیس به گوش می‌رسد.
- دیوید لینچ در کتاب خود (صید ماهی بزرگ؛ مراقبه، هوشیاری و خلاقیت) به این نکته اشاره کرد که به خاطر قرارداد با کمپانی، حق فاین کات (Fine Cut، تدوین نهایی) فیلم را به عهده نداشته‌است.
- کتاب تلماسه و جلوه‌های بصری دیوید لینچ در این فیلم، بعدها منبع الهام آثار مهمی چون مجموعه جنگ ستارگان و پیشتازان فضا شد.
- «گرچه این فیلم برخلاف توقع همگان و با وجود بودجهٔ کلان تولید و بازیگران زبردستش، نتوانست نظر منتقدان آمریکایی را جلب کند، ولی موفقیت‌های مالی و هنری گسترده‌ای در اروپا و ژاپن به دست آورد و خود فرانک هربرت نیز از آن ابراز رضایت کرد» (فروتن‌فر، ۱۳۹۶: دربارهٔ نویسنده؛ کتاب تلماسه).